# 细纹爱洁蟹
细纹爱洁蟹（学名：Atergatis reticulatus）为扇蟹科爱洁蟹属的动物。分布于日本以及中国大陆的广东、福建、浙江等地，生活环境为海水，一般栖息于自低潮线至水深20米的岩石间。其生存的海拔下限为-20米。